# Pennington, Cumbria
Pennington är en by och en civil parish i Cumbria, England. Orten har 1 794 invånare (2001). Den har en kyrka.